# Montagne Noire (France)
Pour les articles homonymes, voir Montagne Noire.
Ne doit pas être confondu avec Montagnes Noires.
La montagne Noire est un massif montagneux situé à l'extrémité sud du Massif central, en France. Il sépare les départements du Tarn, de l'Hérault, de l'Aude et de la Haute-Garonne. Il abrite à son pied la ville de Mazamet dans le Tarn.

## Géographie

### Situation, topographie

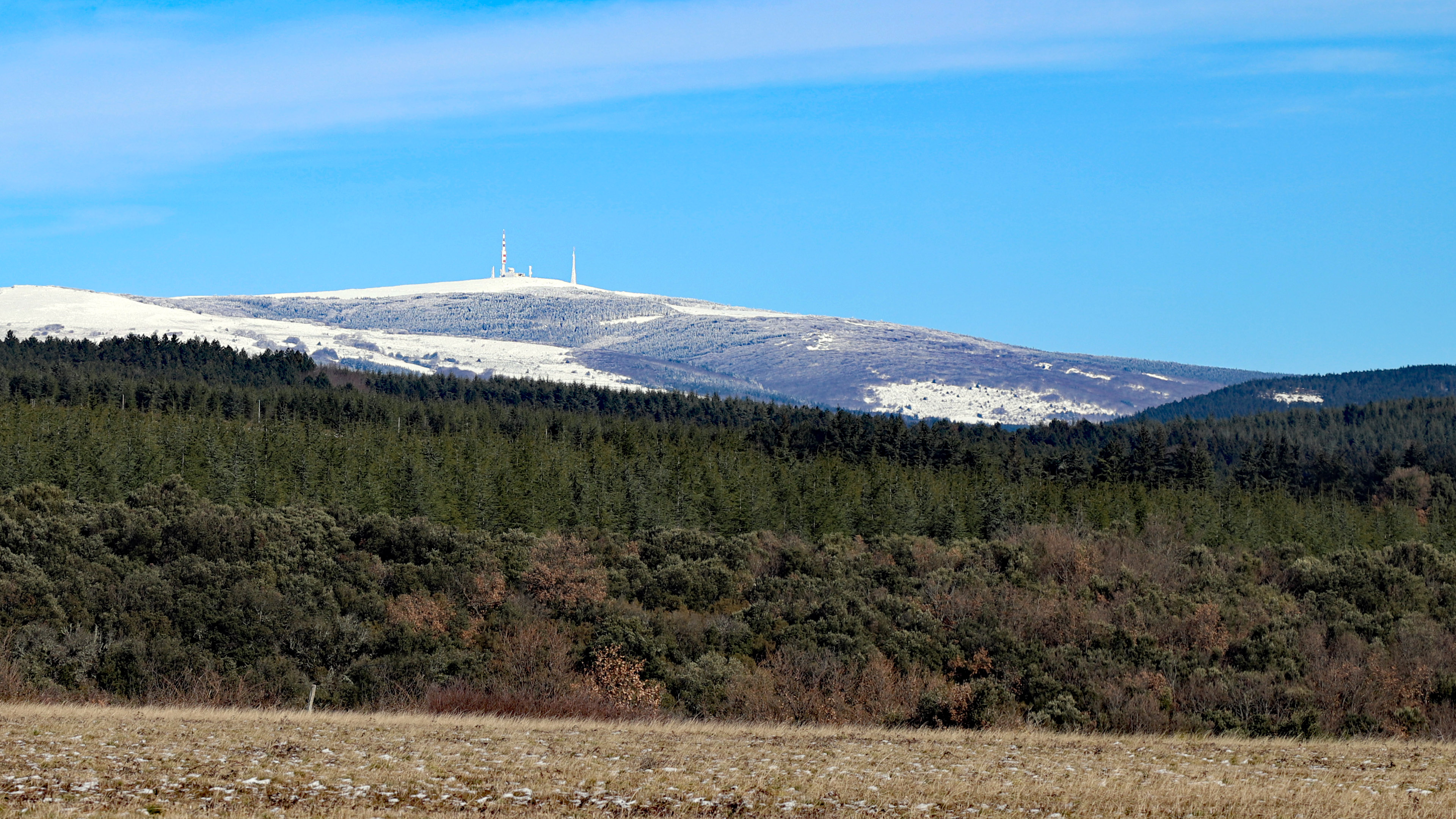
Pic de Nore, le point culminant de la montagne Noire.

La montagne Noire est partagée entre quatre départements, l'Aude et le Tarn en sont les principaux tandis que la Haute-Garonne et l'Hérault en sont les bordures. Le massif, orienté est-ouest, présente deux visages : le versant nord abrupt est couvert de forêts sombres de chênes, de hêtres, de sapins et d'épicéas. La ville de Mazamet est située au pied de ce versant. Le versant sud est moins abrupt et comprend deux principaux pays : le Cabardès au sud qui s'étend jusqu'à Carcassonne, le Minervois à l'est et une partie du Lauragais à l'ouest. De nombreux endroits de ce versant permettent d'observer des panoramas de la chaîne pyrénéenne (Pradelles-Cabardès, Saissac, Fontiers-Cabardès, Cuxac-Cabardès).
Son point culminant est le pic de Nore, à 1 211 mètres d'altitude dans le département de l'Aude ; le sommet est couronné d'une importante antenne TDF de 100 mètres. La montagne Noire est incluse pour partie dans le parc naturel régional du Haut-Languedoc.

Carte de la montagne Noire.

### Géologie

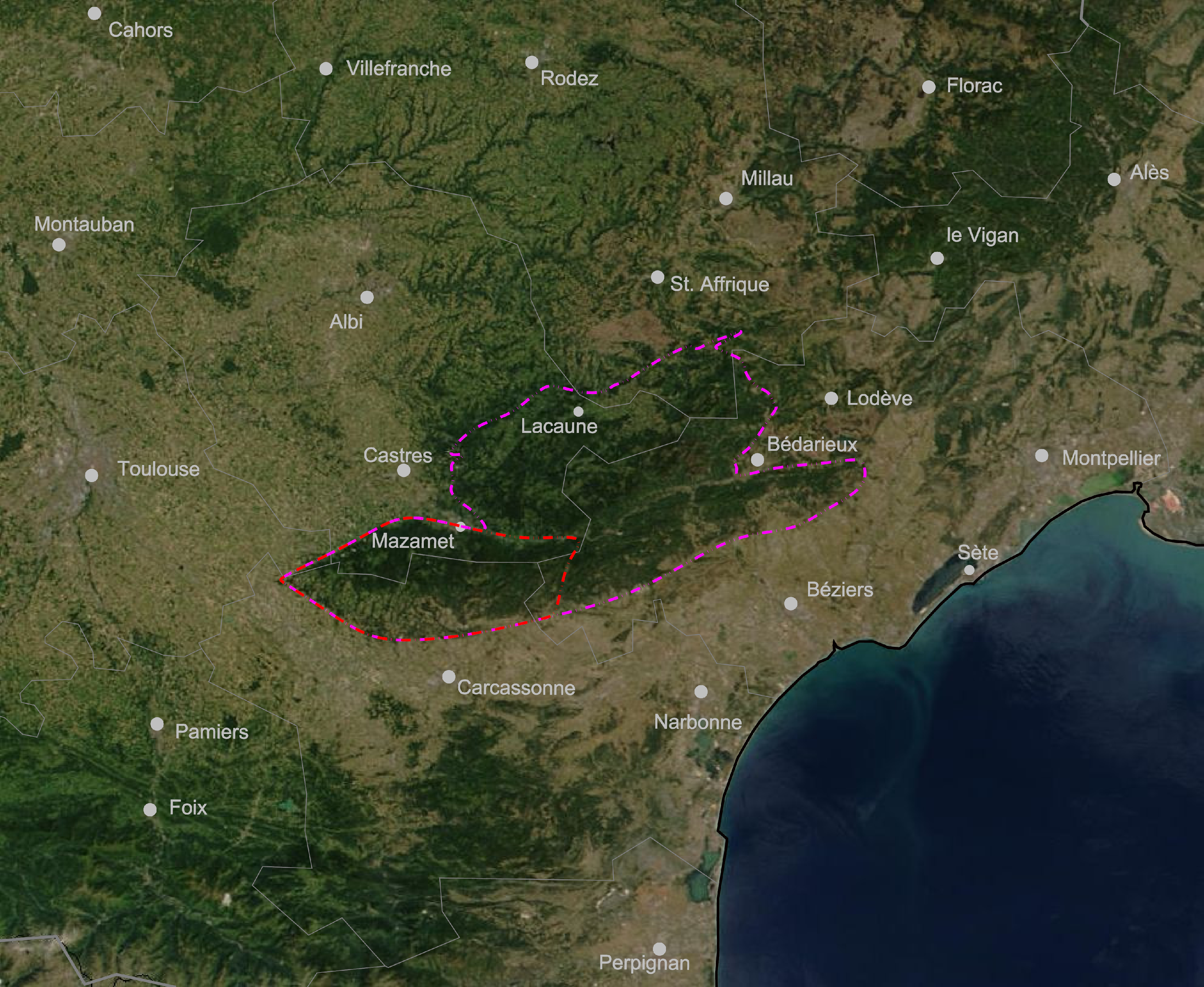
Limites géographiques (en rouge) et géologique (en magenta) de la montagne Noire.

#### Mise en place du relief
La montagne Noire au sens strict, s'érige à la fin de l'Éocène, à cause de la compression due au rapprochement de l'Ibérie et la formation des Pyrénées. C'est la faille de Mazamet qui permet cette érection sur 1 200 mètres.

#### Roches et terrains
Le soulèvement du relief a permis de faire affleurer des roches anciennes, autrefois profondément enfouies : roches métamorphiques variées, gneiss (pic de Nore) et granite.
Les nappes de charriage inversées (les roches les plus anciennes se trouvent au-dessus des roches les plus jeunes) au sud-ouest du massif sont très célèbres[réf. souhaitée].

#### La montagne Noire au sens large (des géologues)
La montagne Noire des géologues est nettement plus large que celle des géographes. Elle s'étend presque jusqu'à Castres et Camarès et incorpore ainsi les monts de Lacaune, le Sidobre et les monts de l'Espinouse.
Ce massif montagneux se décompose en trois zones. Un versant septentrional, constitué d'écailles déversées vers le sud-est. Un versant méridional composé d'un empilement de nappes-plis couchés très complexe. Et enfin une zone axiale constituée de dômes gneissiques (ortho et paragneiss) et de granites encadrés par des métasédiments (sédiments métamorphisés).

### Climat
Le climat est assez doux dans l'ensemble, de type atlantique sur le versant nord et méditerranéen au sud-est, mais assez venteux. Cependant, dans le haut Cabardès et le versant nord, il y est plus frais. L'été est moins chaud que dans la plaine grâce aux forêts humides et l'hiver est souvent frais avec des chutes de neige régulières sur les hauteurs. Dans le Minervois, le vent est plus présent (Cers et Marin se relaient) mais le soleil également. La pluviosité varie entre 600 mm par an dans le bas Minervois et 1 600 mm par an aux environs du pic de Nore,.

### Végétation
La végétation est extrêmement contrastée dans une toute petite région. Ainsi, le géographe Georges Bertrand affirme :

« En Montagne noire occidentale [...], en moins de 12 kilomètres, on passe de la garrigue à kermès à la hêtraie montagnarde. »

#### Étages collinéens et montagnard
Côté versant nord et Cabardès, la densité de la forêt de la montagne pourrait être à l'origine de son nom. Elle comporte environ 55 % de feuillus et beaucoup de résineux.
Le haut Cabardès est avant tout une région forestière et sauvage, tout comme le versant nord. La nature y est préservée et les épicéas, sapins, hêtres, et autres châtaigniers constituent les principales essences d'arbres. La dense forêt de la Loubatière est un bon exemple de cette diversité avec également de nombreuses espèces végétales et animales. Il est d'ailleurs fréquent de croiser des chevreuils et sangliers au détour d'un chemin.
Cette région est également parsemée de lacs, servant essentiellement comme retenues d'eau pour le canal du Midi. On peut citer par exemple le Lampy, Laprade (connu pour ses anciennes forgeries), La Galaube ou encore Saint-Ferréol qui s'ouvre sur le Lauragais. Ces lacs ont une teinte très sombre et l'eau y est minérale en raison de la géologie de la région.
En fin d'été et à l'automne, les forêts de la montagne Noire sont arpentées par les cueilleurs de cèpes, lactaires délicieux (ou rousillous en occitan) et châtaignes, mais aussi les chasseurs et autres promeneurs venus admirer les couleurs changeantes et les beaux panoramas que le massif offre sur les Pyrénées dans ses hauts points.

#### Étages méso-méditerranéen et supra-méditerranéen
Le Minervois quant à lui possède la nudité et l'aridité des zones méditerranéennes avec chênes verts, oliviers, pins et garrigue. C'est pourtant là que coulent, dans de profondes gorges, les eaux des rivières de la région.
Là aussi, de nombreuses espèces animales et végétales cohabitent. Les lapins, lièvres, sangliers  et autres petits gibiers peuplent cette région faite de vignes et de pinèdes. Les basses vallées du versant sud-ouest de la montagne Noire (bas Cabardès aux environs de Lastours et extrême est du Lauragais au sud de Saissac) possèdent une végétation supra-méditerranéenne où l'on trouve encore des chênes verts. Sur les coteaux du bas Cabardès, poussent les vignes de l'AOC Cabardès jusqu'aux portes de Carcassonne. Les oliviers étaient encore cultivés à Miraval-Cabardès, ce village n'étant qu'à quelques kilomètres de la ligne de crête. Il existe aussi quelques colonies isolées de chênes verts aux environs de Sorèze. Plus loin vers l'ouest, la végétation supra-méditerranéenne devient plus significative. L'invasion des espèces supra-méditerranéennes sur le versant aquitain se serait faite à travers la région entre Labécède-Lauragais et Revel. La végétation juste au-dessus des vallées orientées vers le sud-ouest est collinéenne,.

#### Limite de la culture de l'olivier
Le bas Cabardès a encore une végétation méso/supra méditerranéenne qui correspond peu ou prou à la zone de culture de l'olivier. Le carton botanique de la carte de végétation de la France datant de 1964 indique que la limite nord de la culture de l'olivier dans la vallée de l'Orbiel se situait juste au sud de Miraval-Cabardès, ce qui corrobore l'affirmation de Georges qui affirmait que les oliviers étaient cultivés sur « les terrasses de Miraval ». Cependant, la culture de l'olivier a fortement régressé et, par exemple à Mas-Cabardès, les oliviers ont quasiment disparu, ce malgré le réchauffement climatique. À la Révolution française, la paroisse de Mas-Cabardès comptait pas moins de 2 800 pieds d'oliviers, qui ont, semble-t-il, été remplacés par des chênes verts. Les oliviers sont morts à la suite du Grand hiver de 1709,
(mais replantés) puis finalement de la vague de froid de février 1956.
Cela confirme une tendance générale de régression de la zone de culture des oliviers. Ainsi, Jules Verne affirme qu'en 1868,
l'olivier était cultivé à Belpech qui est situé sur le versant atlantique du Lauragais. Cependant, la carte de végétation de Gaussen indique clairement qu'en 1964 les oliviers n'étaient plus cultivés à Belpech.

## Histoire
Les eaux de la montagne Noire servent à alimenter le canal du Midi. Sous Louis XIV, Pierre-Paul Riquet, fermier des gabelles, a l'idée et pour mission de relier Toulouse à la Méditerranée. C'est le début d'un long chantier d'une quinzaine d'années : le canal du Midi. Une grande difficulté se dresse : alimenter en eau cette voie fluviale. Pierre-Paul Riquet a l'idée de faire construire trois lacs en cascade, alimentés par des rigoles, dont le dernier est le lac de Saint-Ferréol. Là se trouve la machinerie qui permet de réguler l'alimentation et de stabiliser le niveau d'eau dans le canal. Hier voie marchande et aujourd'hui de plaisance et d'irrigation, le canal du Midi reste une œuvre française majeure. Son nom a été donné à de nombreux établissements scolaires, rues et avenues.
L'industrie textile s'est développée dans le Cabardès à partir du XIIIe siècle ; elle exploite la laine des moutons élevés dans la montagne et apporte une certaine prospérité. Mais la concurrence d'autres régions mène à son déclin dès la fin du XVIIIe siècle.
La montagne Noire, avec ses sols pauvres qui ne peuvent accueillir que la forêt, les landes et quelques prairies à moutons, a souffert au XXe siècle d'une forte dépopulation. Elle a abrité, à Salsigne, la dernière mine d'or de France.
La montagne Noire accueille en avril 1944 des corps francs composés de jeunes de la région mais aussi de réfugiés juifs, de mineurs maghrébins, de républicains espagnols et d'autres antifascistes.

## Activités

### Productions
Mazamet s'est développée fortement à partir du XVIIIe siècle grâce à son industrie du délainage rendue possible par les eaux de l'Arnette et du Thoré qui permettaient de laver la peau et surtout la laine exploitée par l'industrie textile. Les deux dernières usines de délainage ont fermé leurs portes en 2004.
La dernière mine d'or de France, exploitée à Salsigne dans l'Aude, a également fermé en 2004. Elle avait donné jusqu'à deux tonnes d'or par an, 3,4 tonnes d'argent, 1 000 tonnes de cuivre et quelques milliers de tonnes d'arsenic. L'exploitation minière de cette zone est fort ancienne : les Romains y extrayaient déjà du fer, du cuivre et du plomb.
Au village de Dourgne, qui compte 1 275 habitants, on exploite encore une ardoisière et des carrières de pierre. Des carrières de granite réputées sont exploitées dans la région du Sidobre. Le marbre rose de Caunes-Minervois est utilisé depuis longtemps (décorations du château de Versailles notamment).

### Paléontologie
Dès le XIXe siècle, des fossiles de trilobites sont découverts dans la montagne Noire, du Cambrien jusqu'au Carbonifère inférieur. Dans le versant méridional de la montagne, Marcel Thoral y a récolté des fossiles de Solenopleuridae (en) dans les années 1930 et 1940, et plus généralement des fossiles du Cambrien et de l'Ordovicien.
En 2018, Éric et Sylvie Monceret, deux paléontologues amateurs, découvrent des fossiles datant de l'Ordovicien inférieur, il y a 470 millions d'annés. Ce gisement, composé de plus de 400 fossiles, représente l'un des « plus riches et diversifiés au monde pour la période ordovicienne. » Ces fossiles sont particulièrement bien préservés et ont permis de découvrir plusieurs organismes à corps mous, dont des algues et des éponges pour mieux comprendre leur rôle dans l'écosystème de l'époque. Ce gisement contredit la supposition d'une baisse de la diversité biologique voire d'une extinction entre le Cabrien et l'Ordovicien, mais confirme l'hypothèse d'une migration des espèces vers l'hémisphère sud pour fuir les zones tropicales de l'époque. Les résultats de cette étude ont été publiés le 9 février 2024 dans la revue Nature Ecology and Evolution. La présence de lobopodiens prolonge la période connue de leur existence sur Terre.
La maison du Cabrien, un musée paléontologique situé à Berlou, présente des trilobites de la montagne Noire et des fossiles des mines de Graissessac.

### Tourisme

#### Patrimoine
La montagne Noire est un territoire propice à la détente, à la découverte du patrimoine et aux activités culturelles et sportives de pleine nature.
Le territoire attire tout particulièrement pour son passé ancré dans l’histoire du catharisme. Le château de Saissac et les quatre châteaux de Lastours sont des lieux incontournables de visite en montagne Noire audoise. Tous deux font partie du réseau des sites du Pays cathare, projet mené par le département de l’Aude. Deux applications sont accessibles sur smartphone : « Pays cathare, le guide » propose notamment aux utilisateurs des visites commentées des monuments, dont le château de Saissac et les quatre châteaux de Lastours ; l'application Castrum permet aux plus jeunes de comprendre ce patrimoine tout en jouant.
Le moulin à papier de Brousses est un autre lieu d’attractivité pour les visiteurs. Il est le dernier moulin du Languedoc à produire du papier de cette manière et propose des visites guidées et des stages tout au long de l’année.
La prise d'Alzeau, situé près de Lacombe, et la rigole de la montagne qui en découle font partie des incontournables de la montagne Noire. C'est l'origine du canal du Midi. Ils sont labellisés UNESCO avec le canal du Midi.
Parmi les incontournables en espaces naturels, la cascade de Cubserviès et le pic de Nore sont les endroits les plus parcourus.
Le patrimoine local des villages plait aux visiteurs avec leurs caractéristiques particulières : lause sur les murs des églises, ruelles escarpées, constructions occitanes… Certaines communes sont labellisées, comme Roquefère et Fontiers-Cabardès en tant que villes et villages fleuris.
Le patrimoine minier est présent en montagne Noire dû à l'exploitation de la plus grande mine d'or d'Europe jusqu'en 2004. Le mémorial aux mineurs est accessible à tous, tout le temps. Il est situé entre Salsigne et Villanière. Il donne des informations sur la vie des mineurs de la montagne Noire.
Montolieu ou le « village du livre », présente la particularité d’héberger une quinzaine de librairies. Plus au nord, aux portes du Tarn, la ville de Mazamet accueille deux musées : celui du catharisme et la maison du bois et du jouet. À proximité, le village médiéval de Hautpoul offre un point de vue imprenable sur la ville en contrebas. 

#### Événements et festivités
Les villages sont des lieux de vie où les festivités sont nombreuses et mettent en avant les particularités locales. 
Parmi les plus connues, les médiévales de Saissac, la « fête des châtaignes, du vin et des produits de la montagne Noire » à Villardonnel, le festival de musique « Jazz sous les châtaigniers » à Roquefère ou encore la course de caisses à savon à Villardonnel ponctuent le calendrier annuel. 
L'événement « Contes en montagne Noire » se déroule chaque année à l'automne. 
Sur la thématique de la randonnée, deux événements ont lieu à la belle saison : Festirando et les Balades Fraîcheur. Ils offrent la possibilité de randonner et de découvrir des sentiers non balisés accompagné de bénévoles issus des associations de randonnée locales. 
La montagne Noire est également le théâtre du Rallye de la Montagne Noire, une course automobile réputée ayant lieu tous les ans au cours de l'été.
En 2023, le territoire accueille le Canalathlon, événement multisports en équipe. Lancé en 2016 par le pôle d'équilibre territorial et rural du Pays Lauragais à l’occasion des 20 ans du classement à l’UNESCO et des 350 ans de l’édit de construction du canal du Midi, il est organisé tous les deux ans sur une partie différente du canal.
Le Tour de France a traversé la montagne Noire à plusieurs reprises. Lors de l’édition 2023, il est notamment passé par les communes de Saissac et de Saint-Denis. La 15e étape du Tour de France 2025 a traversé les villages de Laprade, Les Martys, Cuxac-Cabardès et Villardonnel.

#### Activités de plein air
Les grands espaces qui composent le paysage de la montagne Noire sont le lieu idéal pour la pratique de sports de pleine nature. La randonnée, le VTT ou les promenades équestres y sont plébiscités. De nombreux boucles de randonnée sont disponibles sur le territoire. Deux grands itinéraires traversent la montagne Noire. Parmi eux, le sentier de grande randonnée 7 passe au nord du massif.
Quatre espaces sont reconnus par le département de l’Aude comme espaces naturels sensibles et proposent des parcours d’interprétation avec des panneaux explicatifs. 
Celui de Cuxac-Cabardès propose également un parcours ludique avec une enquête policière adaptée aux enfants par le biais d’une application sur smartphone. 
Les lacs et rivières de la montagne Noire sont aussi très attractifs en été par la fraîcheur qu’ils apportent. Trois d'entre eux sont accessibles à la baignade en été : le bassin du Lampy à Saissac, le lac de Birotos à Pradelles-Cabardès et le lac de Laprade-Basse à Cuxac-Cabardès. La pêche est pratiquée dans certains de ces plans d'eau et rivières. À Lastours, le parcours de pêche est en « no kill ».
Aux alentours de la montagne Noire audoise, plusieurs lieux sont également très fréquentés. Les souterrains avec la grotte de Limousis et le gouffre géant de Cabrespine sont ouverts à la visite.

### Protection environnementale

Logo du parc

La région bénéficie de la protection du parc naturel régional du Haut-Languedoc.